# Franz I av Sachsen-Lauenburg
Franz I av Sachsen-Lauenburg, född omkring 1510, död 19 mars 1581 i Buxtehude, var hertig av Sachsen-Lauenburg 1543–1581. Son till hertig Magnus I av Sachsen-Lauenburg (död 1543) och Katarina av Braunschweig-Wolfenbüttel (1488–1563).
Franz gifte sig 8 februari 1540 i Dresden med Sibylle av Sachsen (1515–1592). Paret fick följande barn:
- Magnus II av Sachsen-Lauenburg (1543–1603), hertig av Sachsen-Lauenburg
- Dorothea av Sachsen-Lauenburg (1543–1586)
- Ursula av Sachsen-Lauenburg (1545–1620)
- Franz II av Sachsen-Lauenburg (1547–1619), hertig av Sachsen-Lauenburg
- Moritz av Sachsen-Lauenburg (1551–1612)